# Opinatodiplosis mica
Opinatodiplosis mica är en tvåvingeart som beskrevs av Fedotova och Vasily S. Sidorenko 2004. Opinatodiplosis mica ingår i släktet Opinatodiplosis och familjen gallmyggor. Inga underarter finns listade i Catalogue of Life.